# Xzibit
Xzibit, o X To The Z, pseudonimo di Alvin Nathaniel Joiner (Detroit, 18 settembre 1974), è un rapper, attore e personaggio televisivo statunitense, conosciuto anche per la trasmissione di MTV Pimp My Ride.

## Biografia
Originario di Detroit, Alvin viene cresciuto dal padre a causa della morte della madre, a lui molto legata, quando ha appena nove anni. La vita non facile a causa dei problemi familiari lo spinge a scrivere rime già a dieci anni. Poco tempo dopo si trasferisce con il padre e la madre adottiva nel Nuovo Messico, i rapporti familiari si deteriorano per l'abilità con cui Alvin si procura soldi, tanto che il padre lo sbatte fuori di casa a quattordici anni. 

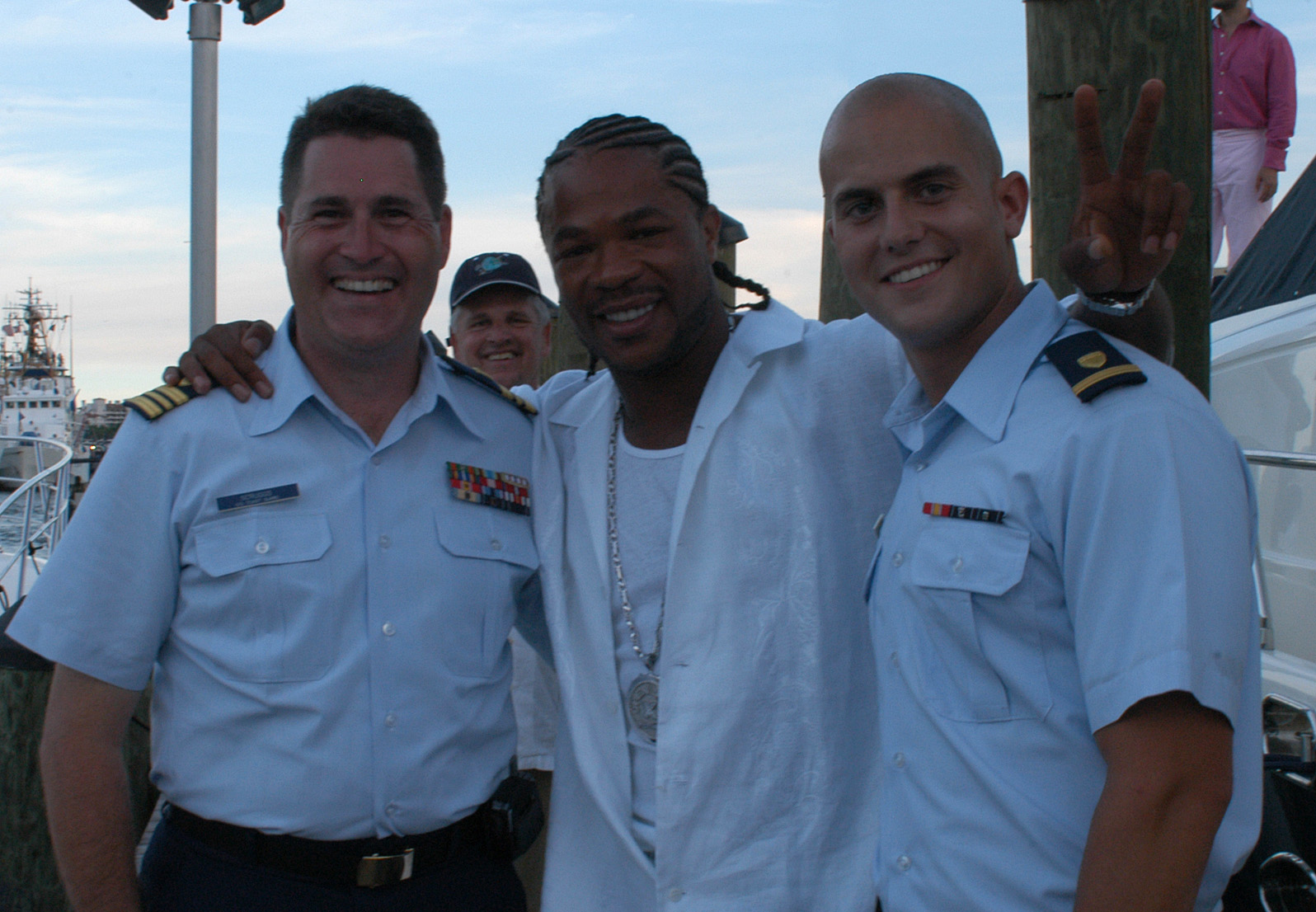
Xzibit (al centro) ai MTV Video Music Awards 2004

A 17 anni si avventura alla volta della California con l'intenzione di diventare una rap star: si distingue per il flow aggressivo e le rime ad effetto, ed attira la curiosità dei rappers locali, che gli offrono la possibilità delle prime collaborazioni, e successivamente l'incontro con Broadway. Quest'ultimo gli presenta i Tha Alkaholiks e King Tee, uno dei pionieri del West Coast hip hop. Con Tee, Xzibit partecipa all'album King Tee IV Life con il brano Freestyle Ghetto. Poco tempo dopo collabora con i Tha Liks (vecchio nome dei Tha Alkaholiks) all'album Coast II Coast con i brani Hit and Run e Flashback in cui mostra un flow dalla forte ironia.
Steve Rifkin, direttore artistico dell'etichetta Loud Records, nel 1996 gli fa firmare un contratto discografico, da cui scaturirà At the Speed of Life, il suo album di debutto, il cui nome scaturisce in seguito allo stile di vita tipico dei sobborghi poveri californiani: si tira avanti alla buona, sfidando il destino giorno per giorno, senza frenarsi. Brani come The Foundation e Paparazzi riscuotono successi prima in ambito locale, poi in tutti gli Stati Uniti, contribuendo alla fama ed alla credibilità di Xzibit.
Nel 1998 il rapper pubblica 40 Dayz & 40 Nightz, secondo album che trova ampi consensi e critiche assai positive. Xzibit collabora poi con Snoop Dogg nell'album Top Dogg e con Kurupt in Tha Streetz Iz a Mutha, e con Dr. Dre nell'album 2001, ed in particolare assieme a quest'ultimo ed Eminem in What's the Difference. Nel dicembre 2000 esce Restless, da cui vengono tratti numerosi singoli di successo: il primo è Front 2 Back, poi X, Alkaholik con Erick Sermon, J-Ro e Tash, e Don't Approach Me con Eminem.
Dopo il positivo andamento di Restless, Xzibit fonderà l'etichetta Open Bar Entertainment. Sotto Fortress Entertainment esce Restless Exposed, documentario uscito in DVD o VHS che riprende il liveshow e il dietro le quinte di Xzibit durante l'Anger Management Tour, il Puff Puff Tour di Snoop Dogg, l'House of Blues Tour e molti altri.
Xzibit partecipa anche al DVD degli Alkaholiks ed appare in The Wash, film in cui i protagonisti sono Snoop Dogg e Dr. Dre, e in 8 Mile, film in cui Eminem debutta come attore. Nel 2002 è la volta di Man Vs. Machine. I singoli sono Symphony in X Major, con Dr. Dre, e Multiply con Nate Dogg. Ad impreziosire l'LP contribuiscono My Name, con Eminem e Nate Dogg, e Losin' Your Mind, con Snoop Dogg. Xzibit è ormai un artista affermato, il suo rap si avvale di una voce grave e robusta su basi tipicamente West Coast: bassi potenti, cassa-rullante scandito e loop cadenzato e semplice.
Nel 2003 l'Anger Management Tour arriva in Europa: egli condivide il palco con Eminem, 50 Cent, i D12 e i Cypress Hill. A fargli da spalla è Krondon, MC losangelino famoso per essere affetto da albinismo (ed avere i tratti di un afroamericano con la carnagione bianchissima).
Nel 2004 esce Weapons of Mass Destruction. Il primo singolo è Mothafucka, il secondo Hey Now, un club-anthem commerciale e ballabile. Rispetto agli altri, quest'ultimo LP presenta tematiche legate alla politica, oltre a basi e testi più impegnativi.
Xzibit compare in versione digitalizzata all'interno di Def Jam Fight 4 New York, videogame della EA Sports Big in cui i rappers più famosi si sfidano in un fight club crudo e sanguinario. Xzibit dimostra anche spiccate doti di presentatore televisivo: collabora con MTV nello show Pimp My Ride. All'interno della trasmissione Xzibit trasforma, con l'aiuto dei meccanici West Coast Customs, i trabiccoli scrostati dei concorrenti in macchine fiammanti e gangsta.
Xzibit ha partecipato come ospite nella canzone Stand Up nell'album Dirty Diamonds di Alice Cooper. Ha inoltre partecipato come ospite anche nella canzone And We Run nell'album Hydra dei Within Temptation.

## Discografia

### Album solisti
- 1996 – At the Speed of Life
- 1998 – 40 Dayz & 40 Nightz
- 2000 – Restless
- 2002 – Man Vs. Machine
- 2004 – Weapons of Mass Destruction
- 2006 – Full Circle
- 2012 – Napalm

## Filmografia

### Cinema
- The Wash, regia di DJ Pooh (2001)
- 8 Mile, regia di Curtis Hanson (2002)
- The Country Bears - I favolorsi (The Country Bears), regia di Peter Hastings (2002)
- Full Clip, regia di Mink (2003)
- xXx 2: The Next Level (XXX: State of the Union), regia di Lee Tamahori (2005)
- Derailed - Attrazione letale (Derailed), regia di Mikael Håfström (2005)
- Cappuccetto Rosso e gli insoliti sospetti (Hoodwinked), regia di Cory Edwards (2005)
- La gang di Gridiron (Gridiron Gang), regia di Phil Joanou (2006)
- X-Files - Voglio crederci (The X-Files: I Want to Believe), regia di Chris Carter (2008)
- Il cattivo tenente - Ultima chiamata New Orleans (Bad Lieutenant: Port of Call New Orleans), regia di Werner Herzog (2009)
- The Art of Rap (Something from Nothing: The Art of Rap), regia di Ice-T e Andy Baybutt (2012) – documentario
- Sun Dogs, regia di Jennifer Morrison (2017)

### Televisione
- Cedric the Entertainer Presents – serie TV, episodio 1x14 (2003)
- CSI: Miami – serie TV, episodio 2x22 (2004)
- Pimp My Ride – programma TV, 73 episodi (2004-2007) conduttore
- The Boondocks – serie animata, episodi 1x08, 2x05 (2007)
- Detroit 1-8-7 – serie TV, episodio 1x4 (2010)
- Extreme Makeover: Home Edition – programma TV (2010-2012) ospite
- Code name Geronimo - film Tv (2012), attore Mule
- Hawaii Five-0 – serie TV, episodi 4x07, 4x19, 5x14 (2013-2015)
- Empire – serie TV, 38 episodi (2016-2019)
- American Dad! – serie animata, episodio 13x09 (2018)

## Doppiatori italiani
Nelle versioni in italiano dei suoi lavori, Xzibit è stato doppiato da:
- Roberto Draghetti in CSI: Miami, Derailed - Attrazione letale, Il cattivo tenente - Ultima chiamata New Orleans
- Massimo Lodolo in xXx 2: The Next Level
- Fabio Boccanera in X-Files - Voglio crederci
- Francesco Prando in Empire
- Gianluca Machelli in Hawaii Five-0 (ep. 4x07)
- Stefano Mondini in Hawaii Five-0 (ep. 4x19)
- Dario Oppido in Hawaii Five-0 (ep. 5x04)
- Massimo De Ambrosis in La gang di Gridiron

Da doppiatore è sostituito da:
- Roberto Draghetti in The Boondocks
- Francesco Pannofino in Cappuccetto Rosso e gli insoliti sospetti